# 吉秉典
吉 秉典（キル・ビョンジョン、朝鮮語: 길병전、1920年 - 1985年3月10日）は、大韓民国の薬剤師、政治家。大韓薬師会会長、第8代韓国国会議員を歴任した。本貫は海平吉氏。

## 経歴
京城薬学専門学校（現・ソウル大学校薬学大学）卒。大韓医薬品販売協会副会長、第15・16・17代全羅北道薬師会長（1968年10月20日〜1973年12月27日）、大韓薬師会副会長・第24代会長（1983年3月〜1985年3月）、民主共和党全羅北道支部事務局長・全羅北道第6地区党委員長などを歴任した。
1985年3月10日、ソウル市の江南聖母病院で持病により死去。享年65。